# Área de Conservação da Paisagem do Parque Oru
A Área de Conservação da Paisagem do Parque Oru é um parque natural localizado no condado de Ida-Viru, na Estónia.
A área do parque natural é de 75 hectares.
A área protegida foi fundada em 1957 para proteger o Parque Toila-Oru (uma parte da costa calcária de Saka-Ontika-Toila). Em 1997, a área protegida foi designada como área de conservação paisagística.